# UTC+04:00

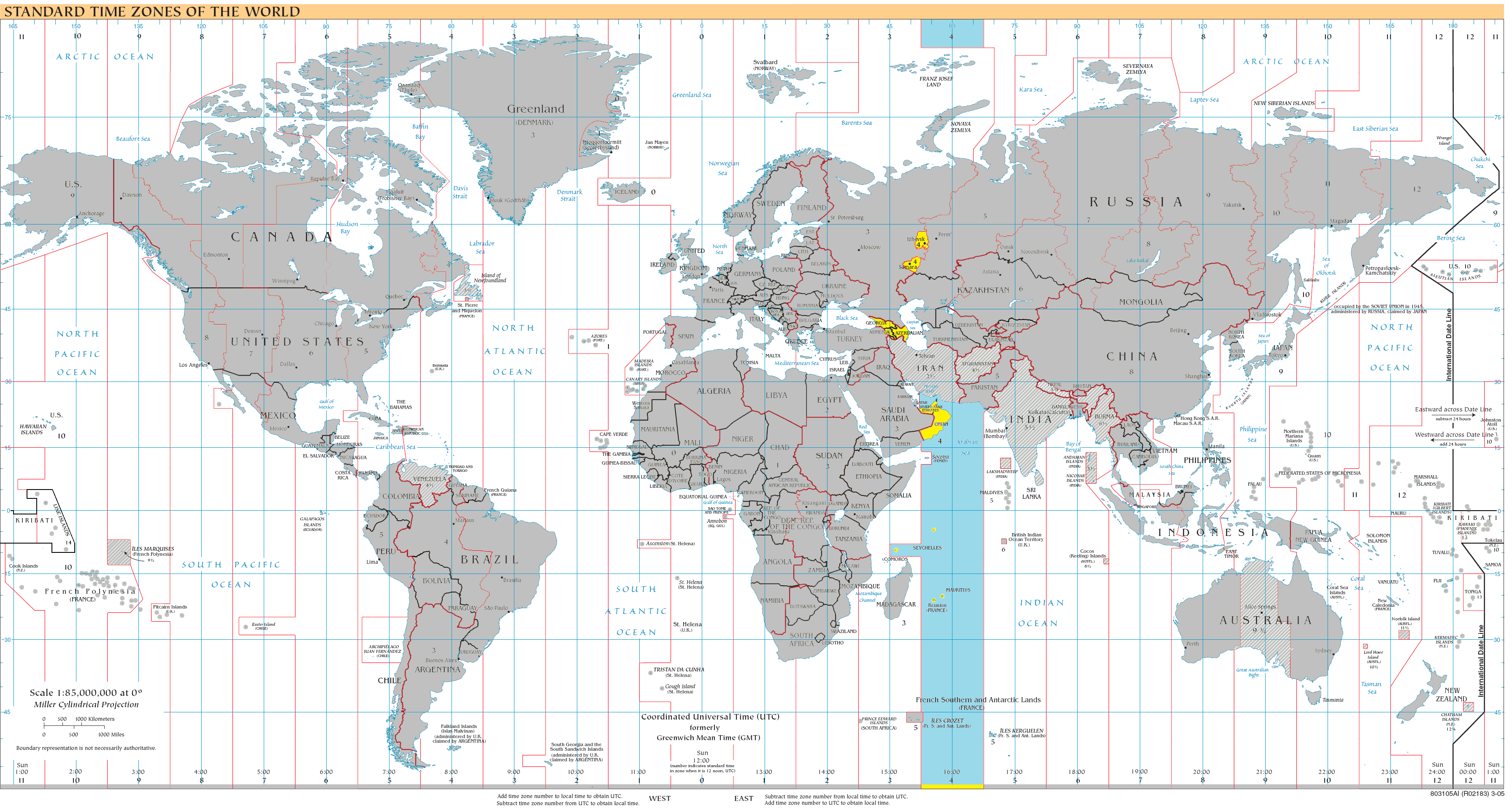
území, kde čas UTC+4 platí celoročně
území, kde čas UTC+4 platí sezónně v zimním období
území, kde čas UTC+4 platí sezónně v letním období
území, kde čas UTC+4 neplatí
mořské plochy spadající do pásma UTC+4
mořské plochy nespadající do pásma UTC+4
Poznámka: Stav k roku 2008

UTC+04:00 je zkratka a identifikátor časového posunu o +4 hodiny oproti koordinovanému světovému času. Tato zkratka je všeobecně užívána.
Existují i jiné zápisy se stejným významem:
- UTC+4 — zjednodušený zápis odvozený od základního[1]
- D — jednopísmenné označení používané námořníky, které lze pomocí hláskovací tabulky převést na jednoslovný název (Delta).[2]

Zkratka se často chápe ve významu časového pásma s tímto časovým posunem. Odpovídajícím řídícím poledníkem je pro tento čas 60° východní délky, čemuž odpovídá teoretický rozsah pásma mezi 52°30′ a 67°30′ východní délky.

## Jiná pojmenování
| zkratka | česky        | anglicky              | poznámka                    | odkaz  |
| ------- | ------------ | --------------------- | --------------------------- | ------ |
| ADT     | —            | Arabia Daylight Time  | neaplikuje se               | [ 4 ]  |
| AMT     | —            | Armenia Time          |                             | [ 5 ]  |
| AZT     | —            | Azerbaijan Time       |                             | [ 6 ]  |
| GET     | —            | Georgia Standard Time |                             | [ 7 ]  |
| GST     | —            | Gulf Standard Time    |                             | [ 8 ]  |
| KUYT    | —            | Kuybyshev Time        | historicky definované pásmo | [ 9 ]  |
| MSD     | —            | Moscow Daylight Time  | neaplikuje se               | [ 10 ] |
| MUT     | —            | Mauritius Time        |                             | [ 11 ] |
| RET     | —            | Reunion Time          | viz časová pásma ve Francii | [ 12 ] |
| SAMT    | samarský čas | Samara Time           | viz časová pásma v Rusku    | [ 13 ] |
| SCT     | —            | Seychelles Time       |                             | [ 14 ] |

## Úředně stanovený čas
Čas UTC+04:00 je používán na následujících územích, přičemž standardním časem se míní čas definovaný na daném území jako základní, od jehož definice se odvíjí sezónní změna času.

### Celoročně platný čas
- Arménie – standardní čas platný v tomto státě
- Ázerbájdžán – standardní čas platný v tomto státě
- Francouzská jižní a antarktická území (Francie) – standardní čas platný na části tohoto území[p 5]
- Gruzie – standardní čas platný v tomto státě[p 6]
- Mauricius – standardní čas platný v tomto státě
- Omán – standardní čas platný v tomto státě
- Réunion (Francie) – standardní čas platný na tomto území
- Rusko – standardní čas platný na části území (Astrachaňská oblast, Samarská oblast, Saratovská oblast, Udmurtsko, Uljanovská oblast)
- Seychely – standardní čas platný v tomto státě
- Spojené arabské emiráty – standardní čas platný v tomto státě